# Хубеев, Александр Марсович
Александр Марсович Хубеев (род. 28 декабря 1986, Пермь) — российский композитор, победитель конкурса «Гаудеамус» (2015).

## Биография
Родился 28 декабря 1986 года в Перми. Окончил теоретическое отделение Пермского музыкального училища (2006), окончил Московскую консерваторию имени П. И Чайковского (2011) и аспирантуру МГК (2014) в классах композиции Ю. С. Каспарова и электроакустической музыки И. Л. Кефалиди. Член Молодёжного отделения Союза композиторов, член Союза композиторов России.
Победитель конкурсов молодых композиторов «Le Note Ritrovate» (2010, Италия), «Пифийские игры» (2011, Санкт-Петербург), «conDiT» (2014, Аргентина), «Гаудеамус» (2015, Нидерланды), лауреат и дипломант других международных конкурсов. Участник Венецианской биеннале, фестивалей «MATA» в США, ULTIMA в Норвегии и других.
После победы в «Гаудеамусе» Хубеев приобрёл мировую популярность: он регулярно получает заказы, его музыка исполняется на ведущих мировых сценах.
Женат на виолончелистке Юлии Мигуновой.

## Творчество
Произведения Хубеева отражают его интерес к новым инструментальным техникам, использованию нетрадиционных материалов для создания звука. Композитор создаёт новые электроакустические инструменты. Для звуковой и ритмической организации музыки использует математические расчёты, алгоритмы и формулы. В нотной записи Хубеев использует собственную систему знаков. Его партитуры нередко предваряются подробными инструкциями по организации пространства и размещению на сцене используемых для исполнения произведения вещей с графическими схемами.
Жюри фестиваля «Гаудеамус» в заявлении о награждении отметило оригинальность и изобретательность композитора, блестящее использование передовых техник композиции, загадочный и глубокий звуковой мир, созданный Хубеевым, идеальный баланс между вселенной звука и его письменной реализацией.